# Rudolf Arndt
Pour les articles homonymes, voir Arndt.
Rudolf Gottfried Arndt, né le 31 mars 1835 à Bialken, arrondissement de Marienwerder (de) en province de Prusse, et mort le 29 septembre 1900 à Greifswald en province de Poméranie, est un psychiatre et professeur d'université allemand.

## Biographie
Arndt étudia la médecine à Greifswald et à Halle. En février 1860, il obtint son doctorat de médecine à l'université de Greifswald avec la thèse De digestione quaestiones quaedam et il s'installa en 1861 comme médecin généraliste. Il prit part comme médecin à la guerre des Duchés de 1864, la guerre austro-prussienne de 1866 et de la guerre franco-allemande de 1870.
Il eut dès 1867 l'habilitation universitaire pour enseigner à l'université de Greifswald et fut nommé directeur de l'asile d'aliénés local. En 1873, il est promu professeur agrégé de psychiatrie de l'université de Greifswald.
Professeur et chercheur, il est aussi l'auteur de nombreuses publications dans des revues savantes, en particulier sur l'histologie du système nerveux. En 1885, il publia le premier ouvrage allemand relatif à la neurasthénie.

## Travaux
- Manuel de psychiatrie. Vienne et Leipzig, 1883 ;
- La neurasthénie, sa nature, son importance et son traitement du point de vue anatomique et physiologique, pour les médecins et les étudiants. Vienne et Leipzig, 1885 ;
- avec August Dohm : Cours sur les psychoses. Vienne et Leipzig, 1887 ;
- Remarques sur la puissance sexuelle et en particulier les forces déclenchantes. Greifswald, 1892 ;
- Folie. Aliénation. Incapacité. Greifswald, 1896 ;
- Quelles sont les maladies mentales - réunion de divers traités sur le thème des nerfs et des maladies mentales. Halle, 1897-1900.